# Baie de Naples
La baie de Naples est située sur la côte sud-ouest de l'Italie (province de Naples, Campanie). Elle s'ouvre à l'ouest sur la mer Tyrrhénienne.

## Présentation

### Géographie
Elle est encadrée au nord par les villes de Pouzzoles et de Naples, à l'est par Torre del Greco et le  Vésuve, et au sud par la péninsule de Sorrente qui la sépare du golfe de Salerne. Les îles, d'origine principalement volcanique, de Capri (au sud), Ischia et Procida (à l'ouest), sont situées dans le golfe et en constituent les limites externes. Elles sont assez bien reliées au continent par un système de ferrys.

### Histoire
Le secteur était une destination de villégiature importante sous l'Empire romain, comme semblent le prouver les ruines de Pompéi et d'Herculanum (éruption du Vésuve en 79).

### Dans les arts

#### Littérature
C'est dans la baie de Naples que se déroule Graziella d'Alphonse de Lamartine.

#### Peinture

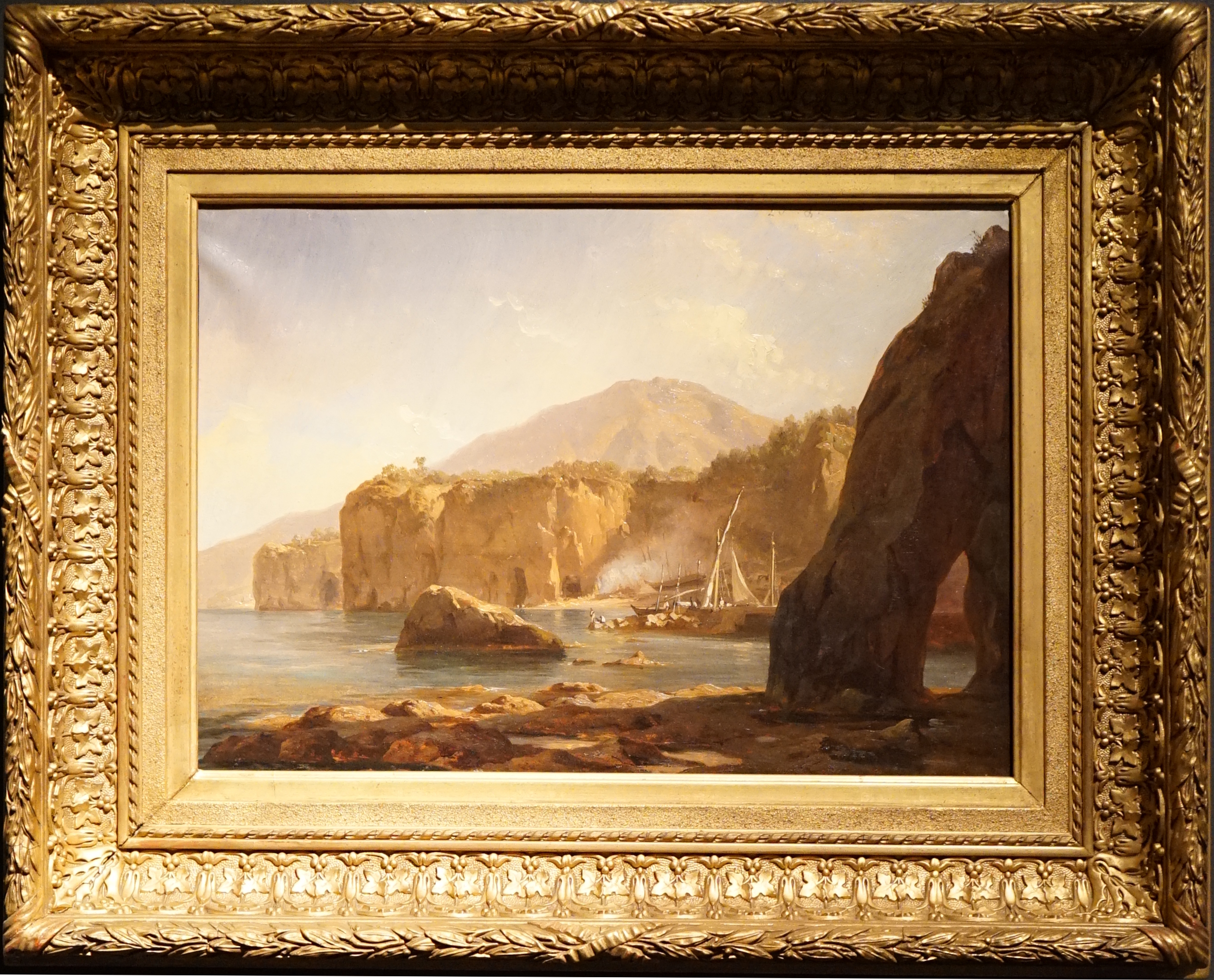
Vue du golfe de Naples par Brascassat.
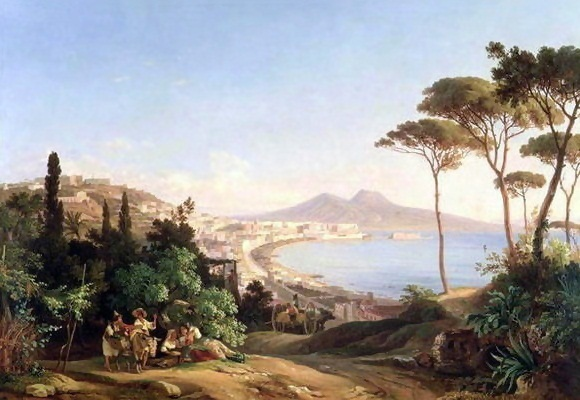
Vue sur la baie de Naples par Carl Götzloff (1837).
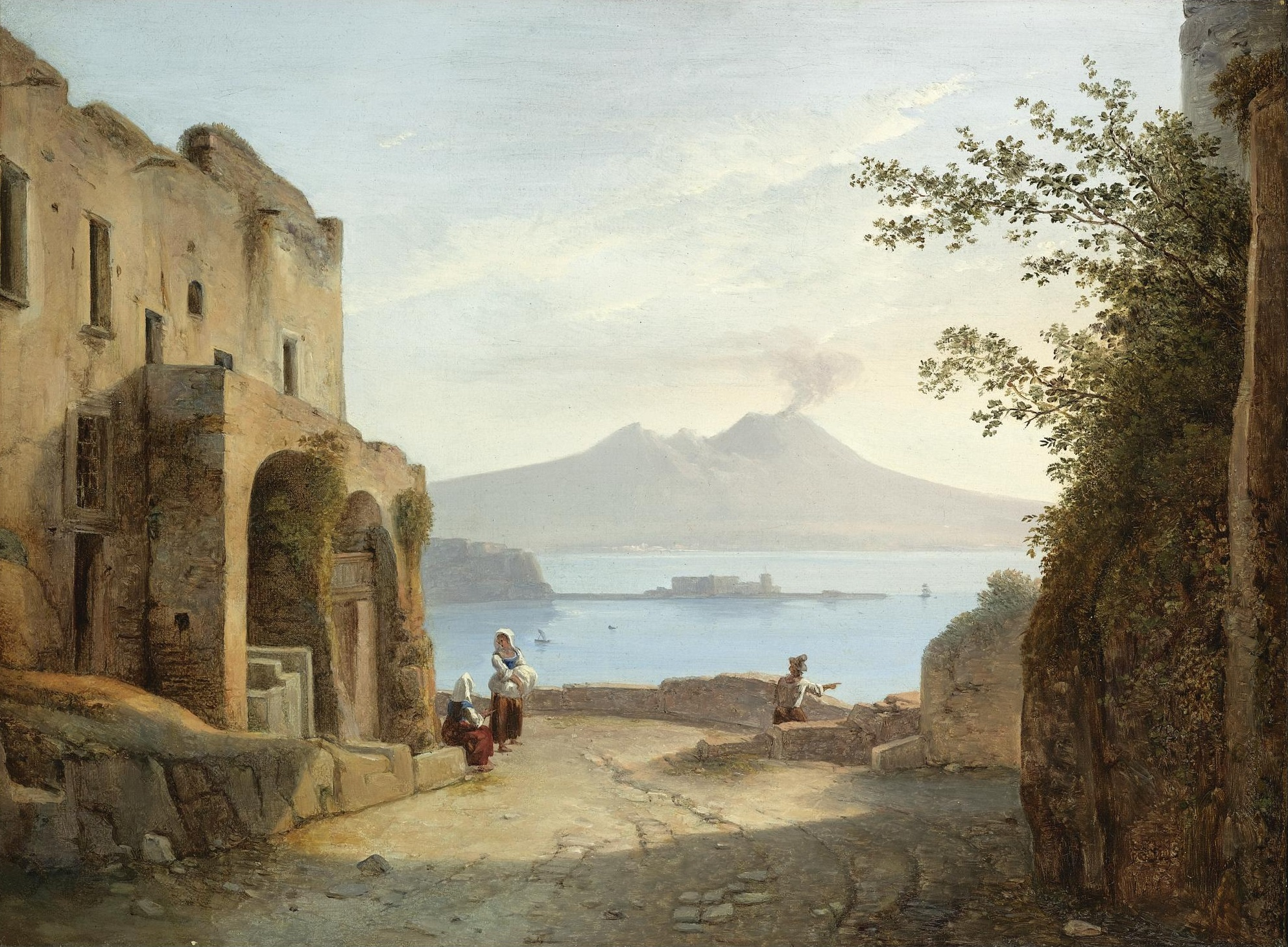
Vue de la baie de Naples depuis le Pausilippe par Franz Ludwig Catel.
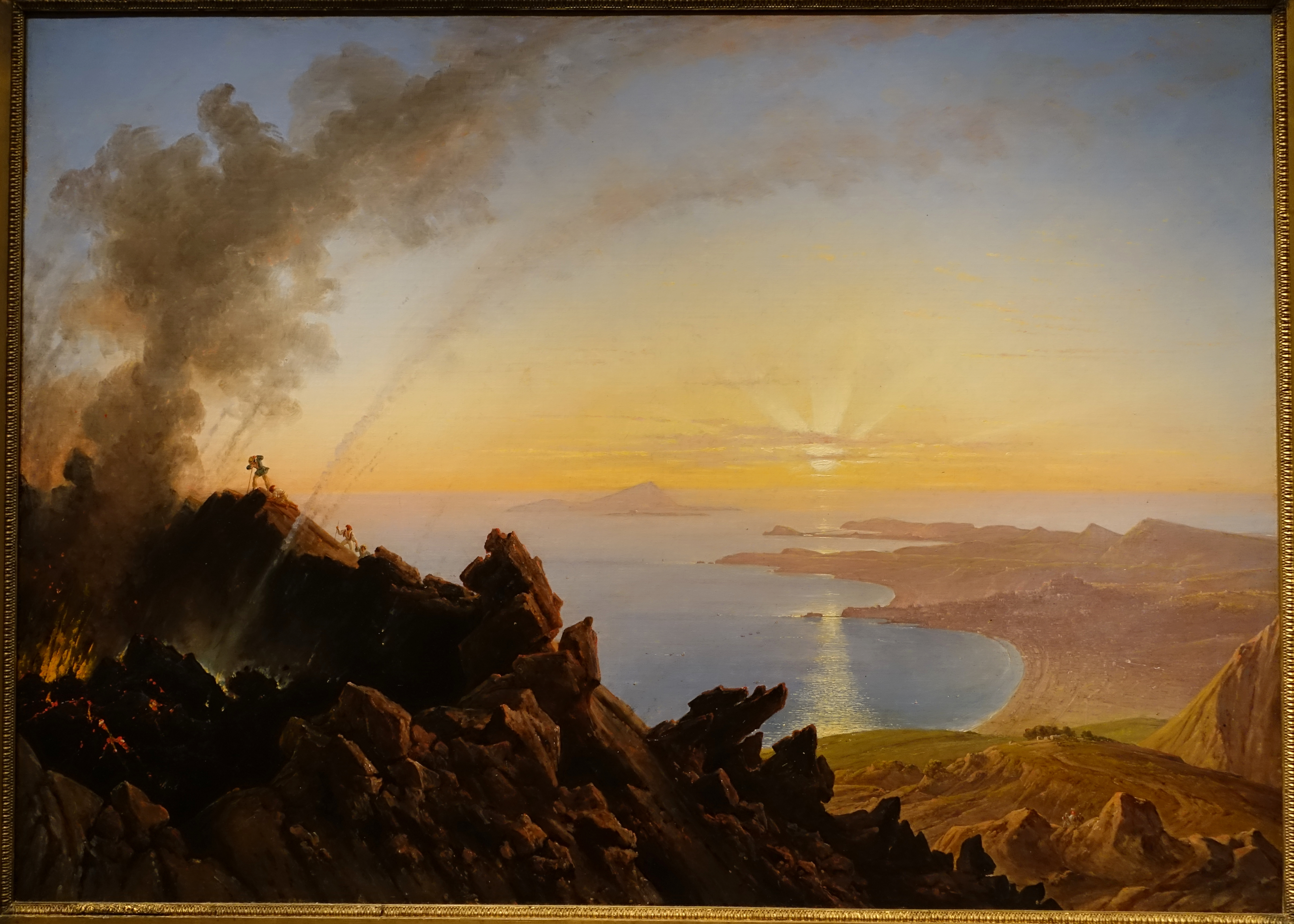
Vue de la baie de Naples depuis le cratère du Vésuve par Franz Ludwig Catel (vers 1840).

#### Photographie

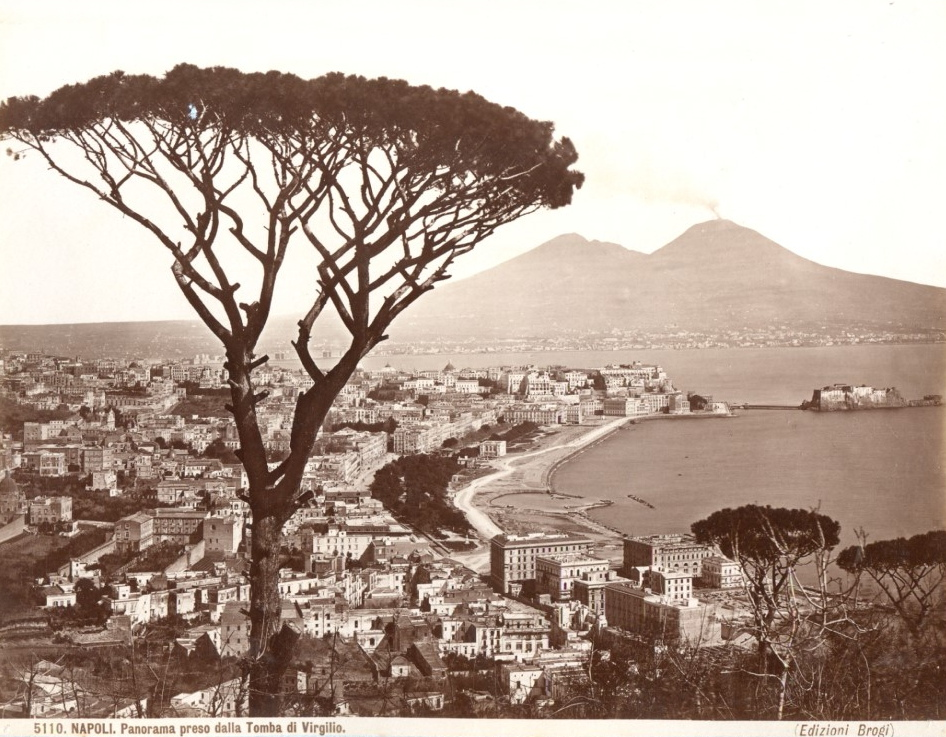
La baie de Naples par Giacomo Brogi (1822-1881)

## Galerie

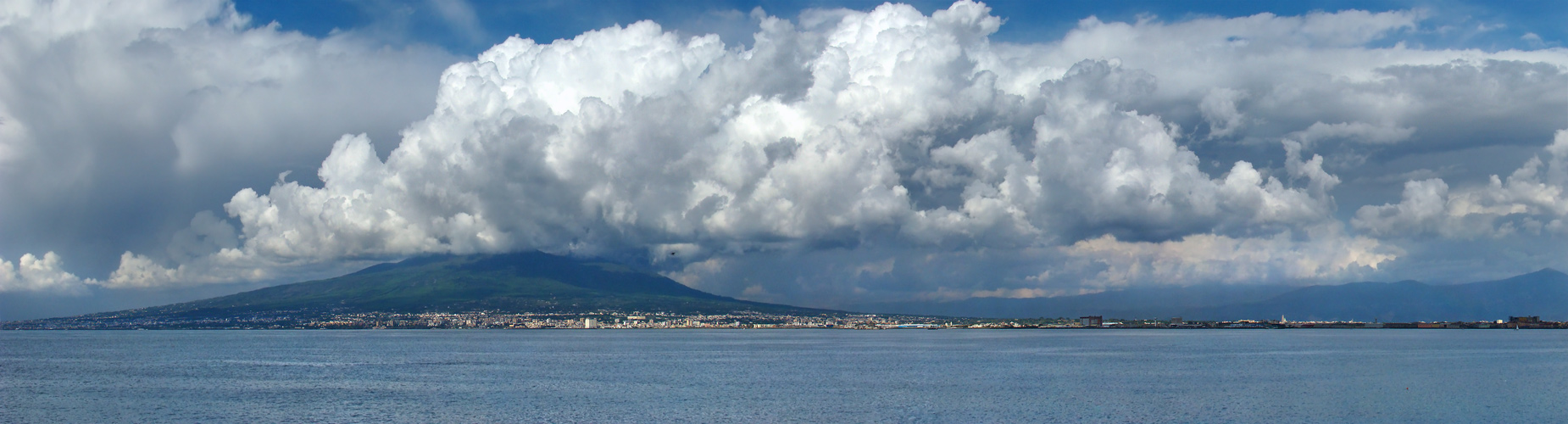
La baie de Naples vue depuis la péninsule de Sorrente.